# 乃木真梨子
乃木 真梨子（のぎ まりこ、1970年5月4日 - ）は、日本の元AV女優。
秋田県秋田市出身。血液型A型。身長161cm。スリーサイズはB86・W59・H85。元・カネボウ化粧品の美容部員。夫は村西とおる。

## 略歴・人物
村西とおるが率いたダイヤモンド映像を代表するAV女優の1人である。
「誰にも渡したくない。渡すくらいなら会社を倒産させる」と言わしめるほど村西が入れ込んだ美形のAV女優で、出演作でも村西以外とは一切絡んでいない。そのため作品の評価には賛否両論がある。
ノンフィクション作家の本橋信宏は「“傾城の美女”というべき容姿端麗な女性」と当時の印象を語っている。
AV女優を引退後、1994年に村西と結婚、一児をもうけた。村西によれば、ダイヤモンド映像が倒産し取り巻きのAV女優たちが皆村西から離れる中、乃木だけは村西のもとに残り、村西の子供を欲しがったという。

## 出演作品

### アダルトビデオ（撮りおろし）
1990年
- 涙が流れるほど良かったから一生忘れない（11月11日、ダイヤモンド映像 DVI-193） ※デビュー作
  - 涙が流れるほど良かったから一生忘れない（2005年8月30日、ダイヤモンド映像 DVI-111D）
  - 涙が流れるほど良かったから一生忘れない（2008年6月27日、ダイヤモンド映像 DAIS-25）
- 私が崩れた理由（12月15日、ダイヤモンド映像 DVI-205）

1991年
- きつめかしらしめてもないのに（1月15日、ダイヤモンド映像 DVI-215）
- 女秘書・真梨子（3月15日、ダイヤモンド映像 DVI-235）
  - 女秘書・真梨子（2008年4月25日、ダイヤモンド映像 DAIS-011）
- 婚約者・真梨子（4月21日、ダイヤモンド映像 DVI-225）
- 若奥様 真梨子（4月21日、ダイヤモンド映像 DVI-247）
- 美人女教師・真梨子（5月21日、ダイヤモンド映像 DVI-257）
  - 美人女教師・真梨子（2005年8月30日、ダイヤモンド映像 DVI-112D）
- スイートバニー・真梨子（6月21日、ダイヤモンド映像 DVI-268）
  - スイートバニー・真梨子（2005年8月30日、ダイヤモンド映像 DVI-077D）
- スチュワーデス・真梨子（8月21日、ダイヤモンド映像 DVI-287）
  - スチュワーデス・真梨子（2005年8月30日、ダイヤモンド映像 DVI-113D）
  - スチュワーデス・真梨子（2008年8月27日、ダイヤモンド映像 DAIS-43）
- 濡れてひらく（8月23日、ダイヤモンド映像 MAS-036）
- 義兄と若妻 のぞかれた美人妻（10月21日、ダイヤモンド映像 DVI-307）
  - 義兄と若妻 のぞかれた美人妻（2005年8月30日、ダイヤモンド映像 DVI-078D）
- すすり泣きの女シリーズ 村西とおるの女（ビックマン）
- 責め これ以上はない!!（ダイヤモンド映像 DVI-331）
  - 責め これ以上はない!!（2006年8月2日、ダイヤモンド映像 DVI-114D）

1992年
- 女の凄い性乱（3月2日、ダイヤモンド映像）
- TWIN PINKS さそり座の姉妹 乃木真梨子・小鳩美愛（7月15日、ダイヤモンド映像 DYN-10）
- TWIN PINKS 堕天使 乃木真梨子・小鳩美愛（ダイヤモンド映像）
- 村西とおるの乙女白書（ダイヤモンド映像 PLY-03）
- 締めすぎてキツーございます（ビックマン）
- ワイセツ吊り天上（ビックマン）
- スカートの下の無政府状態 乃木真梨子・白鳥麗子（ビックマン）
- セクシールージュ 乃木真梨子・小鳩美愛（マドンナ）

### アダルトビデオ（編集もの、BESTもの ほか）
1992年
- 恥じらいくらべ ダイヤモンドエンジェルス 卑弥呼・小鳩美愛・乃木真梨子・桃瀬くらら・田中露央沙・栗田ひろこ（ダイヤモンド映像）全6名

1993年
- AV巨乳10年史 1（8月16日、笠倉出版社）全25名

1994年
- AV巨乳年鑑 2 33名のSEXバトル大会（11月7日、笠倉出版社）全33名
- 120人の美女 AV秘蔵コレクション Part 1（12月15日、笠倉出版社）全30名

1997年
- 若妻の痴辱 三枝えり・乃木真理子（11月28日、ニューシネマジャパン）

1998年
- 悩殺のアクメ 乃木真理子・沙羅樹（8月27日、ニューシネマジャパン）

2000年
- 女体育教師レイプ ミステリアス・K、乃木真梨子、ほか（1月28日、ニューシネマジャパン）

2001年
- 乃木真梨子ベストセレクション（9月14日、ニューシネマジャパン）
- 美神伝説 乃木真梨子（9月28日、日本メディアサプライ MSD-061）- 「美人女教師・真梨子」「スイートバニー・真梨子」「スチュワーデス・真梨子」「義兄と若妻」を収録

2003年
- 伝説の裏ビデオ 2 	沙羅樹・乃木真梨子・松坂季実子（2月10日、帝國映像）
- AV伝説 乃木真梨子（4月28日、スパイスモデイル）
- 村西監督 秘蔵プライベート流出ビデオ 2 乃木真梨子・卑弥呼・沙羅樹（5月20日、vanilla）

2004年
- 乃木真梨子スペシャル（5月24日、ニューシネマジャパン DDSP-5）
  - 乃木真梨子 スペシャル THE☆永久保存版（2014年1月31日、ダイヤモンド映像 DVI-009）

2006年
- ナイスな女達 乃木真梨子（2月14日、ニューシネマジャパン DMN-02）
- 美神降臨 乃木真梨子（3月17日、日本メディアサプライ ARZ-1012）- 「美人女教師・真梨子」「スイートバニー・真梨子」「スチュワーデス・真梨子」「義兄と若妻」を収録 ※総集編
- 乃木真梨子 大全集（10月20日、ケイズワークス）- 「義兄と若妻」「美人女教師・真梨子」「若奥様 真梨子」「女秘書・真梨子」「婚約者・真梨子」「きつめかしらしめてもないのに」「私が崩れた理由」「涙が流れるほど良かったから一生忘れない」を収録 ※総集編

2008年
- スイートバニー 真梨子／美人女教師 真梨子（9月27日、ダイヤモンド映像）- 2作品収録
- 私が崩れた理由／きつめかしらしめてもいないのに（11月27日、ダイヤモンド映像）- 2作品収録
- 婚約者 真梨子／若奥様 真梨子（12月25日、ダイヤモンド映像）- 2作品収録

2009年
- 女秘書真梨子／涙が流れるほど良かったから一生忘れない（3月27日、ダイヤモンド映像）- 2作品収録
- DECADE GALS SPECIAL 01 乃木真梨子・白石ひとみ・松坂季実子 ほか（3月27日、ピエロ PAR-232）全10名
- 伝説の女優ダイヤモンドコレクション500分 松坂季実子・卑弥呼・桜樹ルイ・乃木真梨子 ほか（11月28日、フラットコーポレーション FD-287）全10名

2010年
- DECADE EX 32 お宝映像全て見せます（12月31日、ピエロ）全40名

他

### 映画
- M/村西とおる狂熱の日々 完全版（2019年11月30日、東映ビデオ）監督:片嶋一貴[3]

## 書籍

### 写真集
- MAKE UP 1 美しく撮られたい女たち 乃木真梨子・卑弥呼・美雪沙織 ほか（1991年6月20日、ビックマン） - 撮影:村松均 ISBN 9784894050815
- M's Novel（1992年3月20日、ビックマン）- 撮影:大隈孝之・中川秀樹 ISBN 9784894050921
- SEXY mirage part1 裸体のエロスたち（1992年8月1日、テイ・アイ・エス）全46名 ISBN 9784847022791
- 乃木真梨子写真集 TSUGARU PHOTO LIBRARY Vol.6（1993年11月30日、つがる）ISBN 9784887230064
- 5人の小悪魔（1994年2月25日、つがる）

### 雑誌
- スコラ 1991年1月24日号（スコラ）
- オレンジ通信 1991年1月号（表紙）、1992年6月号、1997年9月号（東京三世社）
- アップル通信 1991年4月号（三和出版）
- GRACE 1991年6月号（若生出版）
- 週刊 プレイボーイ 1991年10月15日号（集英社）
- ビデオ THE ワールド 1996年5月号（コアマガジン）
- MEDIA JAPON vol.21（1996年8月15日、コアマガジン）
- MPEGインディーズ Vol.10（2000年12月15日、大洋図書）